# 3086 Kalbaugh
3086 Kalbaugh este un asteroid din centura principală, descoperit pe 4 decembrie 1980 de Edward Bowell.